# Oderbank
Die Oderbank ist eine zentral in der Pommerschen Bucht gelegene Untiefe der Ostsee. Sie ist eine ständig von Meerwasser überspülte Sandbank mit Wassertiefen von 5 bis 10 Metern. Die Fläche der Oderbank beträgt etwa 1102 km². Sie hat eine Nord-Süd-Ausdehnung von ungefähr 35 Kilometern. Ihre größte Ost-West-Ausdehnung erreicht sie mit etwa 25 Kilometern im nördlichen Bereich.
Die Oderbank entstand durch den Anstieg des Meeresspiegels nach Ende der letzten Eiszeit (siehe → Littorina-Transgression) infolge der Überflutung eines ausgedehnten Dünenkomplexes. Neben ihrer Größe unterscheidet sie sich daher besonders durch ihre einheitliche Struktur von anderen Untiefen vor der deutschen Ostseeküste, die mit groben eiszeitlichen Restsedimenten bedeckt sind.
Die Oderbank wurde für das europäische Schutzgebietssystem Natura 2000 vorgeschlagen. Sie bildet wegen ihrer reichlichen Nahrungsgründe ein wichtiges Rast- und Nahrungsgebiet für Seevögel. Hier kommen Stern- und Prachttaucher, Hauben-, Rothals- und Ohrentaucher, Eisenten, Samt- und Trauerenten sowie Mittelsäger und Gryllteiste vor. Sie ist ein Laich- und Aufwuchsgebiet für Plattfische wie die Flunder und den Steinbutt. Höhere Konzentrationen von Schweinswalen wurden während deren Paarungs- und Kalbungszeit im Bereich der Oderbank gesichtet.